# 15628 Gonzales
A 15628 Gonzales (ideiglenes jelöléssel 2000 HA53) a Naprendszer kisbolygóövében található aszteroida. A LINEAR projekt keretében fedezték fel 2000. április 29-én.